# Dysphania littoralis
Dysphania littoralis är en amarantväxtart som beskrevs av Robert Brown. Dysphania littoralis ingår i släktet doftmållor, och familjen amarantväxter. Inga underarter finns listade i Catalogue of Life.